# Helena Kružíková
Helena Kružíková (ur. 17 listopada 1928 w Třebíču, zm. 2021) – czeska aktorka. 
W 1950 roku ukończyła aktorstwo w Akademii Sztuk Scenicznych im. Leoša Janáčka w Brnie. Związała się z Teatrem Narodowym w Brnie, gdzie stworzyła ponad sto postaci. 
W 2018 roku została laureatką nagrody Talii (Cena Thálie) za całokształt dorobku.  
Pracowała także w dubbingu i radiu. W 1998 roku otrzymała nagrodę Františka Filipovskiego za całokształt dorobku w dziedzinie dubbingu.
W 1996 roku otrzymała nagrodę Senior Prix od fundacji Život.